# Adelaide International 2024 - Qualificazioni singolare maschile
Le qualificazioni del singolare del Adelaide International 2024 sono state un torneo di tennis preliminare per accedere alla fase finale della manifestazione. I vincitori dell'ultimo turno sono entrati di diritto nel tabellone principale. In caso di ritiro di uno o più giocatori aventi diritto, a questi sono subentrati i lucky loser, ossia i giocatori che hanno perso nell'ultimo turno ma che avevano una classifica più alta rispetto agli altri partecipanti che avevano comunque perso nel turno finale.

## Teste di serie
1. Jack Draper (promosso al tabellone principale)
2. Pedro Cachín (primo turno)
3. Tomáš Macháč (primo turno)
4. Thiago Seyboth Wild (ultimo turno, lucky loser)

1. Bernabé Zapata Miralles (ultimo turno, lucky loser)
2. Juan Pablo Varillas (primo turno)
3. Facundo Díaz Acosta (qualificato)
4. Arthur Rinderknech (qualificato)

## Qualificati
1. Arthur Rinderknech
2. Adam Walton

1. Alex Bolt
2. Facundo Díaz Acosta

### Lucky loser
1. Thiago Seyboth Wild
2. James McCabe

1. Bernabé Zapata Miralles

## Tabellone

### Sezione 1
|  | Primo turno | Primo turno        | Primo turno        | Primo turno | Primo turno |  |  | Ultimo turno | Ultimo turno       | Ultimo turno       | Ultimo turno | Ultimo turno |  |
|  |             |                    |                    |             |             |  |  |              |                    |                    |              |              |  |
|  | Alt         | Mikalaj Haljak     | Mikalaj Haljak     | 1           | 1           |  |  |              |                    |                    |              |              |  |
|  |             | James McCabe       | James McCabe       | 6           | 6           |  |  |              | James McCabe       | James McCabe       | 4            | 5            |  |
|  | WC          | Jacob Bradshaw     | Jacob Bradshaw     | 3           | 4           |  |  | 8            | Arthur Rinderknech | Arthur Rinderknech | 6            | 7            |  |
|  | 8           | Arthur Rinderknech | Arthur Rinderknech | 6           | 6           |  |  |              |                    |                    |              |              |  |

### Sezione 2
|  | Primo turno | Primo turno             | Primo turno             | Primo turno | Primo turno |  |  | Ultimo turno | Ultimo turno            | Ultimo turno            | Ultimo turno | Ultimo turno |  |
|  |             |                         |                         |             |             |  |  |              |                         |                         |              |              |  |
|  | 2           | Pedro Cachín            | Pedro Cachín            | 5           | 62          |  |  |              |                         |                         |              |              |  |
|  |             | Adam Walton             | Adam Walton             | 7           | 7           |  |  |              | Adam Walton             | Adam Walton             | 6            | 6            |  |
|  | Alt         | Blake Ellis             | Blake Ellis             | 3           | 2           |  |  | 5            | Bernabé Zapata Miralles | Bernabé Zapata Miralles | 3            | 2            |  |
|  | 5           | Bernabé Zapata Miralles | Bernabé Zapata Miralles | 6           | 6           |  |  |              |                         |                         |              |              |  |

### Sezione 3
|  | Primo turno | Primo turno         | Primo turno  | Primo turno | Primo turno |  |  | Ultimo turno | Ultimo turno        | Ultimo turno        | Ultimo turno | Ultimo turno |  |
|  |             |                     |              |             |             |  |  |              |                     |                     |              |              |  |
|  | 3           | Tomáš Macháč        | Tomáš Macháč | 1           | 1           |  |  |              |                     |                     |              |              |  |
|  | Alt         | Alex Bolt           | Alex Bolt    | 6           | 6           |  |  | Alt          | Alex Bolt           | Alex Bolt           | 6            | 6            |  |
|  | WC          | Matthew Dellavedova | 6            | 0           | 6           |  |  | WC           | Matthew Dellavedova | Matthew Dellavedova | 1            | 4            |  |
|  | 6           | Juan Pablo Varillas | 3            | 6           | 4           |  |  |              |                     |                     |              |              |  |

### Sezione 4
|  | Primo turno | Primo turno         | Primo turno         | Primo turno | Primo turno |  |  | Ultimo turno | Ultimo turno        | Ultimo turno | Ultimo turno | Ultimo turno |  |
|  |             |                     |                     |             |             |  |  |              |                     |              |              |              |  |
|  | 4           | Thiago Seyboth Wild | 1                   | 6           | 6           |  |  |              |                     |              |              |              |  |
|  | Alt         | Luke Saville        | 6                   | 3           | 2           |  |  | 4            | Thiago Seyboth Wild | 6            | 6            | 63           |  |
|  | WC          | Yosuke Watanuki     | Yosuke Watanuki     | 2           | 4           |  |  | 7            | Facundo Díaz Acosta | 2            | 7            | 7            |  |
|  | 7           | Facundo Díaz Acosta | Facundo Díaz Acosta | 6           | 6           |  |  |              |                     |              |              |              |  |